# North Falmouth (Massachusetts)
North Falmouth é um lugar designado pelo censo localizado no condado de Barnstable no estado estadounidense de Massachusetts. No Censo de 2010 tinha uma população de 3.084 habitantes e uma densidade populacional de 179,82 pessoas por km².

## Geografia
North Falmouth encontra-se localizado nas coordenadas 41° 38′ 31″ N, 70° 37′ 51″ O. Segundo a Departamento do Censo dos Estados Unidos, North Falmouth tem uma superfície total de 17.15 km², da qual 10.12 km² correspondem a terra firme e (40.98%) 7.03 km² é água.

## Demografia
Segundo o censo de 2010, tinha 3.084 pessoas residindo em North Falmouth. A densidade populacional era de 179,82 hab./km². Dos 3.084 habitantes, North Falmouth estava composto pelo 95.53% brancos, o 0.94% eram afroamericanos, o 0.13% eram amerindios, o 1.01% eram asiáticos, o 0.03% eram insulares do Pacífico, o 0.71% eram de outras raças e o 1.65% pertenciam a duas ou mais raças. Do total da população o 0.78% eram hispanos ou latinos de qualquer raça.